# آردی ویراناتا
آردی ویراناتا (انگلیسی: Ardy Wiranata؛ زادهٔ ۱۰ فوریهٔ ۱۹۷۰) بدمینتون‌باز اهل اندونزی است.